# 圣罗克迪米纳斯
圣罗克迪米纳斯是巴西米纳斯吉拉斯州的一个市镇。总面积2100.702平方公里，总人口6141人，人口密度2.9人/平方公里。